# Пежо тип 69
Пежо тип 69 (фр. Peugeot Type 69), односно Bébé у преводу беба, био је аутомобил произведен између 1905. и 1916. од стране француског произвођача аутомобила Пежо познат под техничкм називом Пежо тип 69 и тип БП1.

## Тип 69
Оригинални Bébé је представљен на сајму аутомобила у Паризу 1904. године као модеран и робустан аутомобил који је јефтин, мали, и практичан. Маса од 350 килограма и дужине 2700 мм, омогућио је малом мотору да постигне брзиу од 40 km на сат. Производња је почела у Оданкуру 1905. године и аутомобил је био јако популаран. Bébé је продат у 400 јединица у првој години или 80% од Пежоове производње, а значајан број је извезен, посебно у Британији.

## Тип БП1
Тип БП1 Bébé је дизајнирао Еторе Бугати, у почетку за немачку аутомобилску фирму Вандерер, а касније је произведен уз дозволу Пежоа за француско тржиште. Пежо га је први пут приказао на Париском мото шоу 1912. године, а производња је почела 1913. године након прекида производње типа 69. Аутомобил је опремљен са 2-брзинским мењачем у почетку, који је затим замењен мењачем са 3 брзине сопствене производње. Мотор је такође Пежов снаге 10 КС при 2000 обртаја, са максималнном брзином од 60 km на сат. Маса је испод 350 килограма, са простором за две особе. Bébé је учествовао у многим тркама у класи малих аутомобила, а однео је победу у Мон Ванту, 1913. године у својој класи.
Овај модел производио се до 1916. године. У рекламним кампањама промовисан је као квалитетан и економичан производ, често га упоређујући са више конвенционалних превоза, на пример у случају сеоског лекара, који дневно пређе око 40 km, и коме ће Bébé заменити запрегу са два коња, уз мање трошкове.
Са укупно произведених 3.095 јединица, упркос изузетно лошим економским условима насталих током рата, Bébé је први Пежоов аутомобил који је пробио праг од 3.000 продатих јединица.

## Галерија
- Пежо Bébé из 1912.
- Пежо Bébé из 1912.
- Пежо БП1 из 1914.
- Пежо БП1 из 1914. - ентеријер